# Pietru Caxaro
Pietru Caxaro (Mdina, 15. század eleje – Rabat, 1485) máltai filozófus, jegyző volt. Tőle származik a máltai nyelv első írott emléke, az Il Cantilena.

## Élete
Életéről keveset tudunk. Mdinában született. Az mdinai università (helyi kormányzat) esküdtjei között több évben is megtalálható a neve (1452, 1458, 1461, 1464, 1468, 1474 és 1482). Jegyzőként is tevékenykedett. 1485-ben halt meg, a rabati domonkos templomban van eltemetve. Rabatban egy utca is viseli a nevét.